# محمد سوف المحمودي

## نسبه

الشيخ محمد سوف المحمودي

المجاهد الشيخ الفارس والشاعر محمد سوف ابن محمد اللافي المرموري المحمودي شيخ قبائل المحاميد من فرع أولاد المرموري، امه الشيخة فجرة بنت الشيخ غومه بن خليفة المحمودي.
و قبائل المحاميد من صميم العرب ومن كبار قبائل بنوسليم وهم بنو محمود بن طوق بن بقية بن وشاح بن عامر بن جابر بن فائد بن رافع بن دباب بن ربيعة بن زعب الأكبر بن جرو بن مالك بن خفاف بن امرئ القيس بن بهثة بن سليم بن منصور.

## مولده ونشأته
و لد الشيخ محمد بمنطقة «وادي سوف» بالجنوب الجزائري سنة 1274 هـ، الموافق 1857م، وقد قد اعطى له ذلك اللقب «سوف»، لأنه ولد هناك خلال هجرة جده «غومه» إلى منطقة وادي سوف بعد ثورته الطويلة ضد الحكم العثماني في ولاية طرابلس الغرب، اما اسم محمد فقد اضيف إلى اسمه كعادة العرب اقتداء باسم الرسول صلى الله عليه وسلم.
ولد محمد سوف بعد وفاة والده الحاج محمد اللافي ورعته امه السيدة فجرة بعد مقتل جده غومة وهو لم يتجاوز من العمر ثمانية أشهر، وقد ترعرع في كفالة اخيه «محمد» من ابيه، وتربى مع عائلته واهله في البادية الجزائرية التي غرست فيه الشهامة والشجاعة والصدق والكرم، وركب الخيل منذ صغره فنشأ فارسا مغوارا، وعاش مع قبيلته العربية ثائرا ومتمردا ضد الظلم والقهر والتعسف، فسار في طريق الثورة والنضال والكفاح والمقاومة حتى وافته المنية.

## توليه مشيخة اولاد المرموري
بعد استشهاد الشيخ غومة انتقلت زعامة المحاميد_اولاد المرموري_إلى الشيخ ابي القاسم السعداوية الذي استرضته الدولة العثمانية ورأت ان من مصلحتها مهادنته وخطب وده، والتصالح معه، ومنحه رتبة الباشوية مع اعفاء المحاميد من الضرائب والرسوم السنوية، ونظرا لمكانة الشيخ ابي القاسم عند المحاميد فانهم لم يظهروا غضبهم السابق ومقتهم للأتراك، إلا أن ذلك الشيخ ققد اصابه مرض شديد فلم يجد المحاميد خلفا له اقدر من الشيخ محمد سوف فهو حفيد الشيخ «غومه» وصهر الشيخ ابي القاسم المتوفي، كما أنه كان يتحلى بصفات تؤهله لخلافة صهره في زعامة ومشيخة المحاميد، فقد كان الشيخ سوف أيضا خصب الخيال قوي الذاكرة ومن فحول شعراء البادية ونوابغهم.

## علاقته مع الاتراك العثمانيين

### المرحلة الأولى صراعه ضد الحكومتين التركية والفرنسية
و مع تولي الشيخ سوف زعامة وقيادة المحاميد، سرعان ما ناصبته السلطات التركية العداء، فطالبته بدفع الضرائب، فلم يكن امامه إلا أن ينتقل مع من معه من المحاميد وحلفائهم إلى المناطق الحدودية بين طرابلس وتونس، بل انهم توغلوا داخل الأراضي التونسية القريبة من الحدود، واخذوا يغيرون على القبائل الطرابلسية الموالية للاتراك والقاطنة قرب الحدود، ويفتكون ابلها ومواشيها تحديا وتمردا ضد السلطات التركية، وبذلك فقد شكلوا خطرا ومصدر قلق كبيرين للأتراك الذين سعوا من جديد امام تفاقم الأوضاع إلى التصالح معهم والعمل على ضرورة اعادتهم إلى داخل الأراضي الطرابلسية حتى يتجنبوا إثارة مشاكل أخرى مع فرنسا التي كانت تحتل وتسيطر على تلك الأراضي التونسية- وفعلا تم الصلح بين الجانبين خلال سنة 1882م، ومنح الشيخ سوف منصب قائمقام في منطقة الحوض الممتدة من الجبل الغربي إلى سهل الجفارة وهو أول منصب رسمي فيما يبدو يتولاه الشيخ سوف وعمره يناهز الخامسة والعشرين ربيعا، إلا أن عودة المحاميد ومن كان معهم لم يكتب لها النجاح، ذلك ان الأتراك سرعان ما اتهموا الشيخ سوف بايواء معارضيهم فعاد الخلاف بين الجانبين، ورجع المحاميد واتباعهم إلى مناطق الحدود مع تونس ، وهناك شكل المحاميد ومن معهم من التونسيين وغيرهم من الثائرين حيث انضم إليهم عدد من البدو الآخرين، واخذوا يهاجمون السلطات والأهالي المستسلمين بغارات متواصلة، مما دفع فرنسا ان تطلب من الحكومة العثمانية سرعة ابعاد القبائل التونسية المهاجرة داخل الإيالة الطرابلسية لانها كانت من وراء تلك الأحداث بالتعاون مع بعض رجال القبائل الطرابلسية، وقد اضطر الباب العالي ان يلزم سلطاته في ولاية طرابلس الغرب بان تخير تلك القبائل التونسية بين امرين اما التوجه إلى المناطق الشرقية من إقليم طرابلس (مصراتة-سرت) بحيث لا يعود في مقدورها مساندة المقاومة أو القيام بها داخل التراب التونسي، إلا أن أولئك التونسيين قد رفضوا ذلك واحتموا بالشيخ سوف الذي حماهم من تسلط الحكومتين الفرنسية والتركية.
و عبثا احتجت الحكومة الفرنسية على أعمال الإغارة والتحريض والتمرد، فقامت بمهاجمة وضرب الثوار واعوانهم ومن ذلك المعركة التي تعرف (يوم العثنبي) والتي هجم فيها ثلاثمئة فارس مسلح من القوات الفرنسية على جموع من قبيلة المحاميد-دون سواهم-القاطنة بارض العثنبي داخل الأراضي التونسية، وكان ذلك الهجوم في أول أيام عيد الاضحى المبارك، وقد جرح الشيخ سوف في المعركة.

### المرحلة الثانية -عودته للقائمقامية
و قد حاول العثمانيين عبثا منع الشيخ سوف من القيام بغزواته ضد الفرنسيين، ولكنهم عجزوا عن وضع يدهم عليه، فلم يفلحوا في القاء القبض عليه رغم المحاولات العديدة، فاضطروا أخيرا إلى اللجوء للعمل على التفاهم معه وكسب وده، وانهاء الخلافات وعلى عودته مع جميع اتباعه إلى داخل الأراضي الطرابلسية.
و يشير تقرير الذي اعده مكتب الاستعلامات الإيطالي بطرابلس ان الوالي العثماني رجب باش قام من أجل ذلك بتعيين الشيخ سوف مديرا لمنطقة (الحوض-قطيس) سنة 1890م، ويضيف التقرير يقول «... عندها فقط بدأ وكأنه استسلم للسلطة ولكن كان ذلك ظاهريا، إذ ان قبيلته استمرت في ممارسة أعمال السلب والنهب والقيام بالاغارات على الحدود التونسية غير ابهة بالاحتجاجات المتكررة التي تقدمها الحكومة الفرنسية ضد الشيخ سوف الذي اعتبرته المسؤول والمحرض على تلك الأعمال..».
إلا أن العلاقة سائت مع العثمانيين من جديد فاعفوه من منصبه وحاول القبض عليه ولكنهم لم يفلحوا في ذلك.

### المرحلة الثالثة تصالحه مع الاتراك العثمانيين
يبدو أن الوالي العثماني الجديد رجب باشا 1904-1908م قد قام بعديد من الجهود في سبيل إصلاح أحوال ايالة طرابلس الغرب والتي كان من بينها انهاء الخلافات المحلية وخاصة مع المحاميد بصفة مطلقة حيث قام بتعيين الشيخ سوف مديرا لمنطقة الحوض، واغدق عليه المنح الوفيرة والهدايا الكثيرة، كما عينه مديرا في منطقة مزدة فيما بعد..
و يذكر ان ابن الشيخ سوف المدعو عبد الصمد الذي كان يدرس في الكلية الحربية بأستنبول كان له دور في انهاء الخلافات بين المحاميد والسلطة العثمانية، وبذلك انتهت المشاكل -فيما يبدو- بين الطرفين، ولم يكن له أي اثر فيما بعد.

## جهاده وتصديه للغزو الإيطالي

### تصديه المبكر للتغلغل الإيطالي في طرابلس
خلال فترة التمهيد الإيطالي لغزو طرابلس الغرب، وتكاثر اعداد الجالية الإيطالية بها واتساع رقعة مشاريعهم الزراعية والصناعية وغيرها، فان الشيخ سوف قد أعلن عن موقفه الشخصي من تلك الأحداث التي رأى ضرورة استنكارها والوقوف في وجهها والتصدي لها، وقد شارك مع عدد من زعماء طرابلس في كتابة عريضة احتجاج ضد المشاريع والنفوذ الإيطالي في طرابلس، وقد ارسلوا العريضة بالتلغراف إلى الأستانة واظهروا فيها استيائهم من لهجة وسائل الاعلام الإيطالي واوضحوا انهم سيدافعون عن بلادهم بكل ما يملكون، وطلبوا من الباب العالي تحصين الولاية وإمدادها بالذخائر والمؤن، كما طلبوا سرعة رد الإجابة عليهم، إلا أن الرد كان مخيبا للامال، فلا الذخائر وصلت ولا تم تحصين البلاد والاستعداد لماجهة الغزو الإيطالي التي كانت بوادره تلوح بوضوح، ولا تم كبح جماح إيطاليا في نشاطاتها المختلفة بطرابلس.

### اجتماع طرابلس
عندما تعرضت ولاية طرابلس الغرب للغزو الإيطالي في شهر أكتوبر من سنة 1911، كان الشيخ سوف من جملة قادتها وابطال مقاومتها الأوائل وقد حضر عقد اجتماع لزعماء طرابلس يوم السادس من شهر أكتوبر سنة 1911، وحضره أيضا معظم اعيان إقليم طرابلس، وفيه تمت دراسة الموقف العام وما يتطلبه من اجراءات هامة وسريعة، ومن بين ما تم اقراره في ذلك الاجتماع تحديد الأماكن التي سيعسكر فيها المجاهدون، وكيفية دعوة الناس للجهاد ومشاركة الأهالي للقوات النظامية العثمانية «التي لم تكن قد استسلمت بعد في حينها» في القتال ضد إيطاليا، وتسليم القيادة العسكرية «لنشأت بك»، وقد ابرق الأخير باعتباره مسؤول الولاية الأول إلى الأستانة بتلك القرارات، التي وافقت عليها الحكومة العثمانية، حيث تم تعيين نشأت بك والياً وقائداً عسكرياً لطرابلس.

### معركتي الهاني وسيدي المصري
كان الشيخ سوف على رأس مجموعة من المجاهدين مع زملائه من المجاهدين المغوارين مثل المجاهد رمضان قشوط العرادي الذين كانوا يبذلون مافي جهدهم لمواجهة الغزاة وطردهم من الولاية، ففي معركة الهاني بطرابلس يوم 26 أكتوبر ومعركة سيدي المصري يوم 27 أكتوبر 1911م حضر الشيخ سوف وشارك مع القوات العثمانية ومجاهدي القبائل الطرابلسية في هزيمة القوات الإيطالية هناك، يقول الطاهر الزاوي الذي كان حاضرا ومشاركا في تلك المعركة هو الآخر.. " كما أني لم انسى الشيخ محمد سوف شيخ المحاميد في عصره، وهو راكب على جواده يؤانس المجاهدين بعد رجوعهم من المعركة، ويثبت قلوبهم ويحرضهم على الاستمرار في الجهاد ويقول لهم: " لا يصح ان نصدر عن البئر قبل أن نشرب " ويعني الشيخ بذلك انه يجب عليهم ان يصبروا على ملاقاة العدو ولا يتركوا الجهاد حتى يطردوا الإيطاليين من بلادهم..
و يفيد التقرير الإيطالي المشار اليه سابقا أن الشيخ سوف الب المواطنين وحثهم على ضرورة مقاومتنا كما شكل ونظم فرقا مسلحة قوية ضمت مقاتلين من قبائل عديدة منها المحاميد والصيعان، وشارك هو شخصيا في المقاومة ضدنا ".

### معركة الهاني -بومليانة-
في يوم 2 نوفمبر 1911م وقعت معركة الهاني-بو مليانة- بطرابلس، وقد شاركت فيها قوات المجاهدين التي تولى قيادتها الشيخ محمد سوف والشيخ المهدي السني  إضافة إلى القوات العثمانية، وقد تمكن المجاهدون من دحر القوات الإيطالية واجبارها على الفرار، كما تمت مطاردتها حتى دخلت المدينة (طرابلس) -شارع بن عاشور حاليا-تاركة ورائها مئات من القتلى والجرحى.